# Bob burgerfalodája – A film
A Bob burgerfalodája – A film (eredeti cím: The Bob's Burgers Movie) 2022-es amerikai számítógépes animációs zenés filmvígjáték, amely a Fox Bob burgerfalodája című szituációs komédiáján alapul. A rendezői Loren Bouchard és Bernard Derriman (akik játékfilmes rendezőként debütáltak), a forgatókönyvet Bouchard és Nora Smith írta, a producerei pedig Janelle Momary-Neely, Bouchard és Smith voltak. A sorozat eredeti szinkronszínészei, köztük H. Jon Benjamin, Dan Mintz, Eugene Mirman, Larry Murphy, John Roberts, Kristen Schaal, David Wain, Zach Galifianakis és Kevin Kline is megismétlik szerepüket. 
A Bob burgerfalodája 12. és 13. évada között játszódó cselekmény Bob és családja küzdelmét követi nyomon a hitelük kifizetésével, miután egy üreg nyílik az éttermük előtt, ami hatással van az üzletre, miközben a gyerekek egy mutatványos meggyilkolását próbálják megoldani.
A Bob burgerfalodája – A film premierje 2022. május 17-én volt a hollywoodi El Capitan Theatre-ben, és a 20th Century Studios pedig május 27-én mutatta be a mozikban az Amerikai Egyesült Államokban, miután a COVID-19 világjárvány miatt a bemutatót közel két évvel elhalasztották. Magyarországon 2022. július 13-án mutatta be a Disney+. Általánosságban pozitív véleményeket kapott a kritikusoktól, és 38 millió dolláros költségvetésből 34 millió dolláros bevételt ért el világszerte.
A filmet Dave Creek karaktertervezőnek és Denise Fuller mattfestőnek ajánlották, akik mindketten a film megjelenése előtt elhunytak.

## Cselekmény
Egy éjszaka két ember veszekszik egymással a Wonder Wharfban. Egy pisztolylövés dördül el, majd az egyik fél a földre rogy.
A jelenben Bob és Linda Belcher a banki kinevezésükre készülnek. Hitelhosszabbításban reménykednek, ehelyett azonban egy héten belül vissza kell fizetniük a kölcsönt, különben a hamburgeréttermük berendezéseit a bank elveszi. Egy vízcsőtörés miatt lyuk keletkezik a földben, ami elzárja a bejárást az éttermükhöz. Megkérdezik a főbérlőjüket, Calvin Fischoedert, hogy nem lenne-e hajlandó egy hónapra elengedni a bérleti díjat. A férfi kezdetben nem hajlandó beleegyezni.
Miután Chloe Barbash " babának" nevezi, Louise Belcher be akarja bizonyítani merészségét. Ennek érdekében éjszaka be akar mászni a földbe vájt lyukba, testvérei, Tina és Gene Belcher pedig filmre veszik. Louise beszorul a lyukba a wellington csizmájával, és amikor megpróbálja kiszabadítani magát, egy emberi csontváz kerül elő. A rendőrség megvizsgálja a csontvázat, amelyet a Wonder Wharf showman Cotton Candy Dan maradványaiként azonosítanak. Calvin Fischoedert gyanúsítottként letartóztatják, mert az áldozatot az ő fegyverével lőtték le. Louise be akarja bizonyítani az ártatlanságát. Ennek érdekében a testvéreivel együtt lóg az iskolából, és elindul a valódi tettes keresésére.
A gyerekek az egyik műsorvezetőtől megtudják, hogy Calvin bátyja, Felix Fischoeder is ott volt a tetthelyen, Bosco őrmester pedig beszámol nekik a csontváz mellett talált egyetlen mandzsettagombról. Ezután kerékpárral elmennek Felix faházához bizonyítékokat keresni. Ott megtudják, hogy Felix és Calvin Kubába akarnak utazni. Követik őt a Mole Hillhez, egy kis hullámvasúthoz a Wonder Wharfnál. Egy titkos klubhelyiségben találják meg alatta. Calvin, akit óvadék ellenében szabadlábra helyeztek, szintén csatlakozik hozzájuk. Elárulja a tervet; az ottani tengeralattjáró segítségével Kubába fognak szökni. Később Groover Fischoeder unokatestvére is csatlakozik hozzájuk. Louise felismeri a hiányzó mandzsettagombot egy fotó alapján, amelyen Groover viseli. Arra következtet, ő a gyilkos. Groover azonban rájön erre, és szigonnyal fenyegeti meg a jelenlévőket.
Eközben Teddy egy mobil éttermi kocsit épít Bob és Linda számára. Ezzel árulják hamburgereiket a Wonder Wharfban. Miután véletlenül megrongálják Cotton Candy Dan képét, menekülniük kell a feldühödött mutatványosok elől. Teddy visszaviszi az éttermi kocsit, Bob és Linda elbújik. Linda ekkor fedezi fel a vakondtúrás mellett a gyerekei kerékpárjait. A gyerekek keresésére ők is eljutnak a klubhelyiségbe.
Groover elmondja, pénzért cserébe Calvinre akarta kenni a bűncselekményt. Azt is tervezi, hogy elsüllyeszti Calvint és Felixet a tengeralattjáróval, felgyújtja a Wonder Wharfot és a megaparkjával helyettesíti azt. Belcherék egy gokarttal menekülnek, de Groover belelöki a gödörbe, és földdel borítja be. Bobnak sikerül az egyik kerékkel megrongálnia a vízvezetéket, így a járművet a víznyomás kilöki. Ezután eljutnak a vakondtúráshoz, ahol Louise-nak sikerül eltávolítania az égő gyújtózsinórt. Hívják a rendőrséget, akik visszaszerzik a tengeralattjárót, benne Felixszel és Calvinnal, és letartóztatják Groovert.
Bob és Linda visszafizetik a kölcsönt, miután a főbérlőjük beleegyezik a bérleti díj felfüggesztésébe. Éttermük ünnepli az újranyitást. Végül Gene és zenekara, valamint Calvin és Felix fellépnek a Wonder Wharf szabadtéri színpadán.

## Szereplők
| Szerep                   | Eredeti hang        | Magyar hang        |
| ------------------------ | ------------------- | ------------------ |
| Bob Belcher              | H. Jon Benjamin     | Rosta Sándor       |
| Ms. LaBonz               | H. Jon Benjamin     | Törköly Levente    |
| Tina Belcher             | Dan Mintz           | Pálmai Szabolcs    |
| Gene Belcher             | Eugene Mirman       | Baráth István      |
| Teddy                    | Larry Murphy        | Kerekes József     |
| Linda Belcher és Jocelyn | John Roberts        | Forgács Gábor      |
| Louise Belcher           | Kristen Schaal      | Bogdányi Titanilla |
| Grover Fischoeder        | David Wain          | Szabó Máté         |
| Felix Fischoeder         | Zach Galifianakis   | Kapácsy Miklós     |
| Calvin Fischoeder        | Kevin Kline         | Forgács Péter      |
| Bosco őrmester           | Gary Cole           |                    |
| kicsi Carnie             | Paul F. Tompkins    |                    |
| Mickey                   | John Q. Kubin       | Karácsonyi Zoltán  |
| ijesztő Carnie           | Nick Kroll          |                    |
| Mr. Dowling              | Craig Anton         | Holl Nándor        |
| Mr. Frond és Robot       | David Herman        |                    |
| jegyeladó hölgy          | Jaime Moyer         |                    |
| Regular-Sized Rudy       | Brian Huskey        |                    |
| Zeke                     | Bobby Tisdale       |                    |
| Chloe Barbash            | Stephanie Beatriz   |                    |
| Fanny                    | Jordan Peele        |                    |
| Szédítő kutya Carnie     | Rob Huebel          |                    |
| potenciális ügyfél       | Parvesh Cheena      |                    |
| Darryl                   | Aziz Ansari         |                    |
| Tammy                    | Jenny Slate         |                    |
| Olsen Benner             | Nicole Byer         |                    |
| Critter                  | Robert Ben Garant   |                    |
| Andy Pesto               | Laura Silverman     |                    |
| Ollie Pesto              | Sarah Silverman     |                    |
| Hugo                     | Sam Seder           |                    |
| Jericho                  | Paul Rudd           |                    |
| Ron                      | Ron Lynch           |                    |
| Mort                     | Andy Kindler        |                    |
| Harley                   | Ashley Nicole Black |                    |
| riporter                 | Brooke Dillman      |                    |

## A film készítése
2017. október 4-én a 20th Century Fox bejelentette, hogy a Fox animációs sorozatán, a Bob burgerfalodája alapuló filmadaptáció fejlesztés alatt áll, és a tervek szerint 2020. július 17-én kerül a mozikba. 2017. október 30-án Vanessa Morrisont, aki a 20th Century Fox újonnan létrehozott részlegének, a Fox Family-nek az elnöke lett, a film gyártásának felügyeletére is megválasztották.
2018. július 18-án Loren Bouchard azt mondta, hogy a forgatókönyvet benyújtották és elfogadták a stúdiók. A film egy zenés vígjáték. 2020. szeptember 24-én H. Jon Benjamin, a főszereplő megerősítette, hogy a koronavírus-járvány miatt a film munkálatai otthonról folynak, ugyanakkor azt is elárulta, hogy a film felvételei már elkezdődtek, a szereplők pedig újra felveszik a tévésorozatból ismert szerepeiket.

## Lehetséges folytatás
A film megjelenése előtt Loren Bouchard és Nora Smith forgatókönyvírók kifejezték érdeklődésüket egy folytatás elkészítése iránt. A főszereplők, köztük Benjamin, Schaal, Roberts, Mirman és Mintz a film kommentárjában szintén kifejezték érdeklődésüket egy esetleges folytatás iránt.

## Díjak és jelölések
| Díj                             | Időpont            | Kategória                             | Átvevő(k)                                             | Eredmény | Forr.  |
| ------------------------------- | ------------------ | ------------------------------------- | ----------------------------------------------------- | -------- | ------ |
| Hollywood Music in Media Awards | 2022. november 16. | Legjobb eredeti dal animációs filmben | Loren Bouchard és Nora Smith ("Sunny Side Up Summer") | Jelölve  | [ 14 ] |
| Golden Trailer Awards           | 2023. június 29.   | Legjobb családi animációs film        | "Hits" (The Refinery)                                 | Jelölve  | [ 15 ] |